# Bernhard von Mila
Bernhard von Mila (auch Berend van Melen; * 1498 (?); † 1561 in Herbsleben) war ein deutscher Söldnerführer in dänischen, schwedischen und Lübecker Diensten sowie sächsischer Oberst und Landvogt. Von 1542 bis 1547 war er Statthalter der Residenz Wolfenbüttel und ab 1552 Befehlshaber der Burg Grimmenstein bei Gotha.

## Leben und Wirken
Bernhard von Mila stammte aus einem niederlausitzischen Adelsgeschlecht. Über seine frühen Lebensjahre ist nichts bekannt. 1520 nahm er zusammen mit mehreren seiner Brüder am Feldzug des dänischen Königs Christian II. nach Schweden teil, der ihn zum Ritter schlug. Sein Bruder Sievert van Melen fiel auf demselben Feldzug als Oberst einer deutschen Söldnertruppe.

### In schwedischen Diensten
Im folgenden Jahr übergab er die Burg Stegeborg, als deren Kommandant Christian II. ihn eingesetzt hatte, an den schwedischen Reichsverweser Gustav Erikson Wasa und kämpfte fortan zusammen mit Lübeck auf dessen Seite im Schwedischen Befreiungskrieg gegen Christian II. Dem Lübecker Kaufmann Harmen Israhel, der einen Großteil des Finanzierung dieses Krieges leistete, versprach er eine Bürgschaft, wenn er weiteres Geld beschaffe. Die damit finanzierten Schiffe und Truppen brachte Mila selbst 1523 von Lübeck nach Schweden.
Auf dem schwedischen Reichstag in Strängnäs im Juni 1523, auf dem Schweden nach erfolgreichem Kampf seine Unabhängigkeit erklärte, wurde Mila zum Mitglied des schwedischen Reichsrats ernannt. Er soll den jungen Gustav Wasa darin bestärkt haben, mit Lübecker Unterstützung nach der Krone zu greifen. Gustav Wasa gab ihm seine Cousine Margarete Wasa (1489–1541) zur Frau, um ihn so enger an sich zu binden. Margaretes erster Mann Erik Knutsson, ein Sohn von Knut Alvsson aus dem Adelsgeschlecht Tre Rosor, war 1520 beim Stockholmer Blutbad ermordet worden. Er war Hauptmann von Schloss Kalmar gewesen, das nun Mila als Lehen erhielt. Wie Johann von Hoya, ein anderer deutscher Adliger, der Schwedens Freiheitskampf unterstützt hatte und Gustav Wasas ebenfalls durch das Stockholmer Blutbad verwitwete Schwester heiratete, gehörte Mila zu den engsten Vertrauten des schwedischen Königs.
Im Jahr 1524 war Mila als schwedischer Admiral zusammen mit der Lübecker Flotte am Kampf um die Insel Gotland beteiligt, die sich damals in dänischer Hand befand. Die Einnahme von Wisby scheiterte jedoch, doch fast alle Kirchen der Stadt wurden zerstört. Mila verhandelte ohne königliche Erlaubnis mit dem dänischen Admiral Søren Norby, weshalb er bei Gustav Wasa in Ungnade fiel. Mila verschanzte sich zunächst auf Burg Kalmar. Dorthin brachte Christina Gyllenstierna, eine Cousine seiner Frau und Witwe des 1520 im Kampf gegen Christian II. gefallenen Reichsverwesers Sten Sture des Jüngeren, während des ersten Dalarna-Aufstand gegen Gustav Wasa ihren vierzehnjährigen Sohn Nils. Gerüchte verbreiteten sich, dass Christina Norby zu heiraten beabsichtigte und Norby und Mila zusammen den König stürzen und durch den jugendlichen Nils Sture ersetzen wollten. Mila und seine Frau flohen zu Pfingsten 1525 aus dem vom König belagerten Kalmar, wobei sie Nils zurückließen. Einige Wochen später, am 20. Juli 1525, eroberte Gustav Wasa Kalmar und ließ die Besatzung hinrichten. Er konfiszierte Margaretes Besitz und übereignete ihn ihrer Schwester Ebba Eriksdotter Wasa. Gegen diese Enteignung prozessierten die Eheleute von Deutschland aus.

### In sächsischen Diensten
In Deutschland trat Mila wieder in Kontakt zu Christian II., dem er versprach, zusammen mit Norby Gustav Wasa aus Schweden zu vertreiben. Dazu versuchte er vergeblich die Unterstützung der Lübecker zu gewinnen und reiste nach Augsburg, um bei den Fuggern Geld aufzutreiben. Wohl schon zu dieser Zeit, aber spätestens nach Christians II. Gefangennahme 1532 trat er in sächsischen Dienst. Gegen Gustav Wasa als seinem nunmehr schlimmsten Feind richtete er 1528 eine Schmähschrift.
Mitte 1534 kam Mila im Auftrag des Kurfürsten Johann Friedrich I. nach Lübeck. Diesem war vom Lübecker Bürgermeister Jürgen Wullenwever für seine Kriegsteilnahme an der sogenannten Grafenfehde die dänische Krone angeboten worden. Mila verband diese diplomatische Reise mit der Hoffnung, im Zuge dieses Kriegs seine Rachegelüste und die Ansprüche seiner Ehefrau gegenüber Gustav Wasa befriedigen zu können. In Lübeck traf er Johann von Hoya wieder, der ebenfalls mit Gustav Wasa gebrochen hatte. Dieser sollte die Truppen führen, die Herzog Albrecht VII. von Mecklenburg, der sich von seiner Kriegsteilnahme ebenfalls einen skandinavischen Thron erhoffte, zur Verfügung stellte. Mila wurde für die Zusammenarbeit ein schwedisches Lehen versprochen. Monatelang verhandelten Hoya und Mila mit den anderen Kriegsparteien. Als Hoya im Herbst 1534 endlich mit seinen Söldnern nach Fünen reiste, wurde Mila versprochen, dass auch für seine Ansprüche gekämpft würde. Der sächsische Kurfürst gestattete ihm jedoch nicht die Kriegsteilnahme, weshalb Mila als Stadthauptmann in Lübeck blieb und auch eine Reise im Auftrag des Mecklenburger Herzogs nach England zu König Heinrich VIII. unternahm, um diesen an seine Zusage zur Unterstützung der Lübecker Interessen zu erinnern. In den Verhandlungen um den Stockelsdorfer Frieden im Oktober 1534 nahm er als Vertreter des sächsischen Kurfürsten als Unterhändler teil und brachte die Lübecker fast so weit, Christian III. als dänischen König anzuerkennen – jedenfalls stellte er das später seinem Dienstherrn gegenüber so dar.
Als der dänische Sieg unabwendbar schien, verlor Mila sein Interesse an Lübeck als Mittel seiner Rache an Gustav Wasa. Von Wullenwever fühlte er sich verraten. Im November 1535 spielte Mila, wie der zeitgenössische Chronist Hans Regkmann angibt, eine wichtige Rolle bei der Gefangennahme des abgesetzten Wullenwevers und dessen Verhör und Hinrichtung. Anfang 1536 reiste er als Lübecker Gesandter in das belagerte Kopenhagen, um den dortigen Bürgermeister Ambrosius Bogbinder zur Kapitulation zu bewegen. In den Friedensgesprächen, die anschließend zwischen Dänemark und Lübeck in Hamburg geführt wurden, wurde auch darüber verhandelt, Mila von der Rache des schwedischen Königs zu schützen und seine beschlagnahmten Güter zu restituieren. Anschließend beurlaubte ihn der Kurfürst auf Bitte von Christian III. ein weiteres Jahr, um sicherzustellen, dass die nach dem Friedensschluss in Dänemark verbliebenen Landsknechte in den Dienst von Kaiser Ferdinand überstellt würden.
1539 ist Mila als kurfürstlich-sächsischer Oberst und Landvogt in Wittenberg bezeugt. Von 1542 bis 1547 war er im Dienst des Kurfürsten von Sachsen Statthalter von Wolfenbüttel. Die Stadt wurde 1542 von Truppen des Schmalkaldischen Bundes erobert. Die Festungsmauern wurden geschleift und der Reformationsgegner Herzog Heinrich zu Braunschweig-Wolfenbüttel aus seiner Residenz vertrieben. Von Mila führte während seiner fünfjährigen Regentschaft die Reformation im Fürstentum ein. Dabei kam es zu Gewaltmaßnahmen und Vandalismus, beispielsweise dem Bildersturm und der Zerstörung des von Abt Lambert von Balven geleiteten Klosters Riddagshausen im Jahr 1542.
Nach dem Abzug der Schmalkaldischen Truppen aus Wolfenbüttel wurde Bernhard von Mila im Jahr 1552 wohl Befehlshaber der Burg Grimmenstein bei Gotha. 1554 übernahm er Amt und Schloss Herbsleben. In zweiter Ehe war er mit einer Freiherrin von Werburg verheiratet, mit der er den Sohn Wilhelm Bernhard von Mila (1552–1579) hatte.

## Zeitgenössische Bewertung
Als tatkräftiger Kriegsherr genoss Bernhard von Mila zeitgenössische Bedeutung. Zu seinem Freundeskreis während seiner Wittenberger Zeit zählte Martin Luther. Überliefert ist der Luther-Satz: „Rechtschaffene Leute machen wenig Worte, wenn sie aber reden, ist die That dabey, wie an Bernharden von Myla zu sehen.“ In seiner Zeit als Statthalter Wolfenbüttels wurden die Ausschreitungen der Schmalkaldischen Truppen zwar möglicherweise nicht direkt durch Bernhard von Mila befördert, aber zumindest geduldet.